# Fossarus ambiguus
Fossarus ambiguus is een slakkensoort uit de familie van de Planaxidae. De wetenschappelijke naam van de soort werd voor het eerst geldig gepubliceerd in 1758 door Carl Linnaeus.

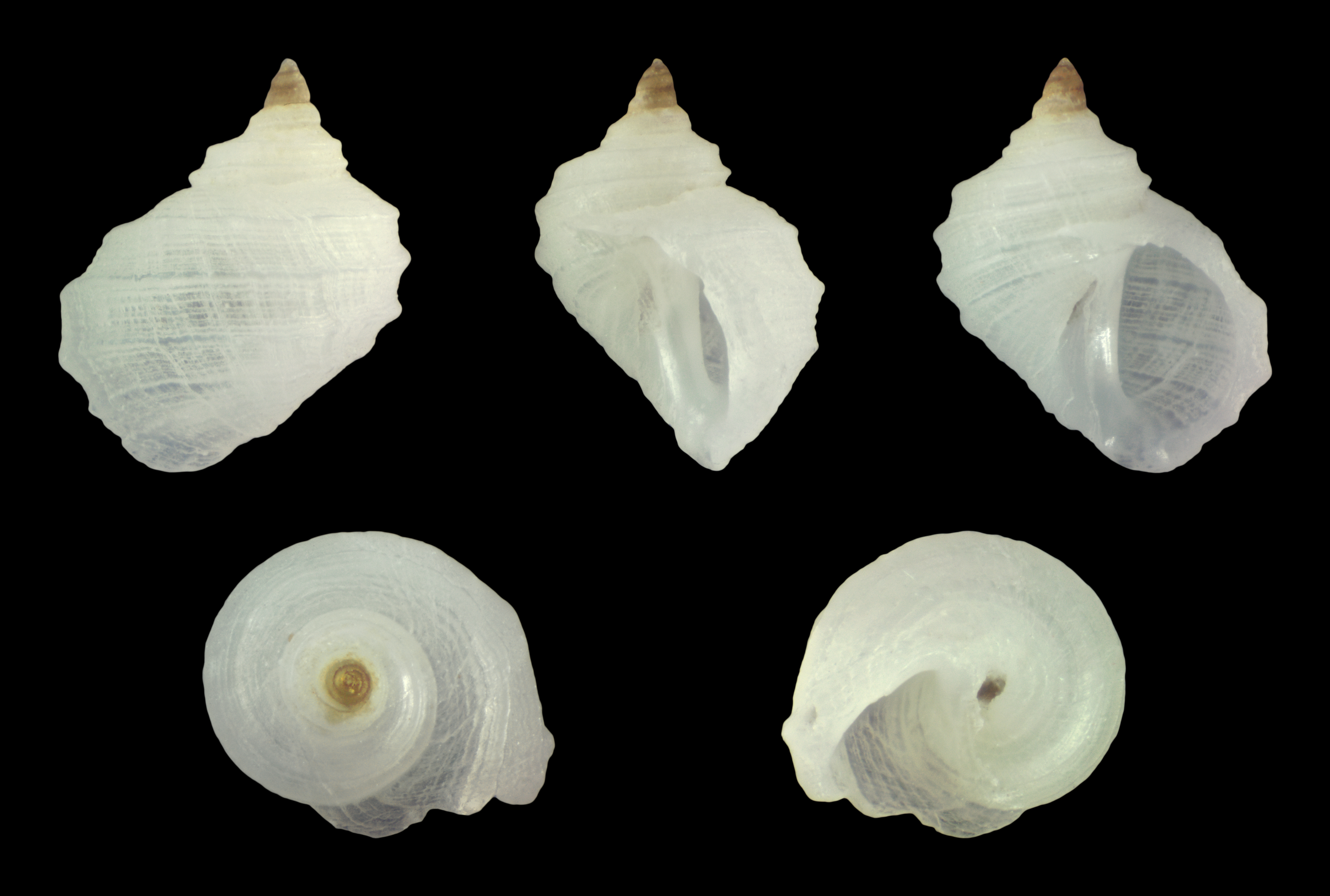
Jeugdig